# Physa natricina
Physa natricina är en snäckart som beskrevs av Taylor 1988. Physa natricina ingår i släktet Physa och familjen blåssnäckor. Inga underarter finns listade i Catalogue of Life.